# The Heiress
The Heiress is een Amerikaanse film uit 1949 onder regie van William Wyler. De film is gebaseerd op het gelijknamig toneelstuk uit 1947 van Ruth Goetz. Destijds werd het in Nederland uitgebracht onder de titel De erfgename.

## Verhaal
De film speelt zich af aan het begin van de negentiende eeuw. Catherine Sloper is een doorsnee, maar ook ontzettend verlegen vrouw, wier vader er geen geheim van maakt dat hij teleurgesteld is in wat er van haar terecht is gekomen. Op een dag ontmoet ze Morris Townsend, een aantrekkelijke man, die al zijn tijd in de vrouw steekt. Catherine is al deze aandacht niet gewend en hoopt dat ze diezelfde lading ook van haar vader zal krijgen. Ze wordt hals over de kop verliefd op Morris en al snel komen de plannen om te trouwen.
Catherines vader vertrouwt Morris niet en vermoedt dat hij alleen met haar wil trouwen om al haar geld te erven na haar dood. Om die reden vertelt hij zijn dochter dat hij haar zal onterven als ze Morris het jawoord zal geven. Ze is echter blind van liefde en weigert de bruiloft af te zeggen. Ze vertelt hem over haar vaders dreigement en wacht op de avond van hun trouwerij op haar toekomstige man. Hij komt echter niet meer thuis.
In plaats daarvan wordt Catherine eenzaam en met een gebroken hart achtergelaten. Er gaan enkele jaren voorbij en ondertussen komt haar vader te overlijden. Hij heeft haar alles wat hij bezat nagelaten. Niet veel later staat een arme Morris weer voor haar deur. Hij legt uit dat hij haar heeft achtergelaten, omdat hij haar niet als arme vrouw wilde zien. Ze besluit hem uiteindelijk te vergeven en stelt voor om alsnog te trouwen. Hij gaat weg en belooft diezelfde avond nog terug te komen. Ondertussen pakt zij haar koffers om met hem ervandoor te gaan.
Het blijkt echter een deel van een wraakplan te zijn van Catherine. Als hij terugkomt, laat zij een dienstmeid de deur blokkeren. Hij bonkt op de deur en schreeuwt haar naam, maar zij geeft geen kik. Haar tante begrijpt dit niet en vraagt haar hoe ze zo wreed op zijn. Hierop antwoordt ze dat ze dit van de meester zelf geleerd heeft. Vervolgens loopt ze weg, terwijl Morris wordt achtergelaten in het donker.

## Rolverdeling
| Acteur              | Personage            |
| ------------------- | -------------------- |
| Olivia de Havilland | Catherine Sloper     |
| Montgomery Clift    | Morris Townsend      |
| Ralph Richardson    | Dokter Austin Sloper |
| Miriam Hopkins      | Lavinia Penniman     |
| Vanessa Brown       | Maria                |
| Betty Linley        | Mevrouw Montgomery   |
| Ray Collins         | Jefferson Almond     |
| Mona Freeman        | Marian Almond        |
| Selena Royle        | Elizabeth Almond     |
| Paul Lees           | Arthur Townsend      |

## Achtergrond
Het toneelstuk uit 1947 was gebaseerd op Washington Square, een boek uit 1880 van Henry James. Toen actrice Olivia de Havilland dit toneelstuk, met Wendy Hiller in de hoofdrol zag, vroeg ze William Wyler om er een verfilming van te maken. In 1948 werden de rechten gekocht door de filmstudio Paramount Pictures voor een bedrag van $250.000. Er werd nog een extra $10.000 per week betaald aan de schrijver van het scenario.
Voor Montgomery Clift had de film een grote betekenis, omdat hij gecontracteerd werd door Paramount Pictures en uitgroeide tot een ster. De schrijvers van het toneelstuk waren niet tevreden met hem en dachten dat hij niet geschikt was voor de rol. De acteur werd wekenlang voorbereid om de rol toch zo goed mogelijk te kunnen spelen. De opnames begonnen in juni 1948. Clift en De Havilland konden niet goed met elkaar overweg, omdat ze allebei het gevoel hadden dat hun tegenspeler zich de film eigen probeerde te maken. Beide acteurs waren niet dol op Ralph Richardson, die volgens hen te theatraal speelde.
De Havilland vertelde dat Clift te koppig was en had een hekel aan zijn eigen veranderingen aan het scenario. Volgens Clift kwam De Havilland regelmatig op de set zonder dat ze haar tekst had voorbereid. Ook beweerde hij dat Wyler aan de zijde stond van De Havilland en haar meer aandacht gaf. Andere bronnen tonen aan dat Wyler juist niks zag in de actrice en dat zij hem een 'pestkop' vond. Op de avond van de première verscheen Clift aan de zijde van de 17-jarige Elizabeth Taylor, zijn tegenspeelster in zijn volgende film.
The Heiress kreeg alle lof van critici, maar wist geen groot publiek te trekken. Het duurde maanden voordat de film eindelijk winst opbracht. Desondanks wordt het tegenwoordig erkend als een klassieker. De Havilland mocht voor haar rol een Oscar in ontvangst nemen. Ze vertelde dolblij te zijn met de prijs, maar zag het ook als een grote verantwoordelijkheid. In 1997 kwam een remake, uitgebracht onder de titel Washington Square.

## Prijzen en nominaties
| Jaar | Prijs          | Categorie                | Genomineerde(n)                       | Uitslag     |
| ---- | -------------- | ------------------------ | ------------------------------------- | ----------- |
| 1950 | Academy Awards | Beste Actrice            | Olivia de Havilland                   | Gewonnen    |
| 1950 | Academy Awards | Beste Originele Muziek   | Aaron Copland                         | Gewonnen    |
| 1950 | Academy Awards | Beste Art Direction      | John Meehan, Harry Horner, Emile Kuri | Gewonnen    |
| 1950 | Academy Awards | Beste Kostuumontwerp     | Edith Head, Gile Steele               | Gewonnen    |
| 1950 | Academy Awards | Beste Film               | The Heires                            | Genomineerd |
| 1950 | Academy Awards | Beste Regisseur          | William Wyler                         | Genomineerd |
| 1950 | Academy Awards | Beste Mannelijke Bijrol  | Ralph Richardson                      | Genomineerd |
| 1950 | Academy Awards | Beste Cinematografie     | Leo Tover                             | Genomineerd |
| 1950 | Golden Globes  | Beste Actrice            | Olivia de Havilland                   | Gewonnen    |
| 1950 | Golden Globes  | Beste Regisseur          | William Wyler                         | Genomineerd |
| 1950 | Golden Globes  | Beste Vrouwelijke Bijrol | Miriam Hopkins                        | Genomineerd |